# Fushimi Inari-taisha

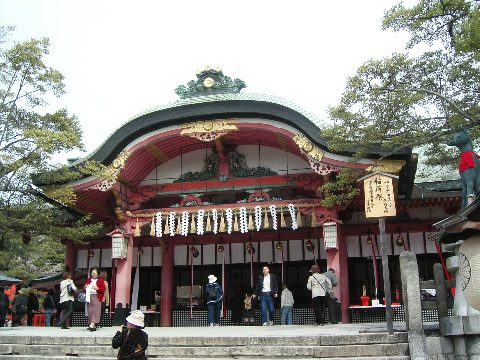
Gebedsruimte (Haiden) voor de honden (het heiligste deel)

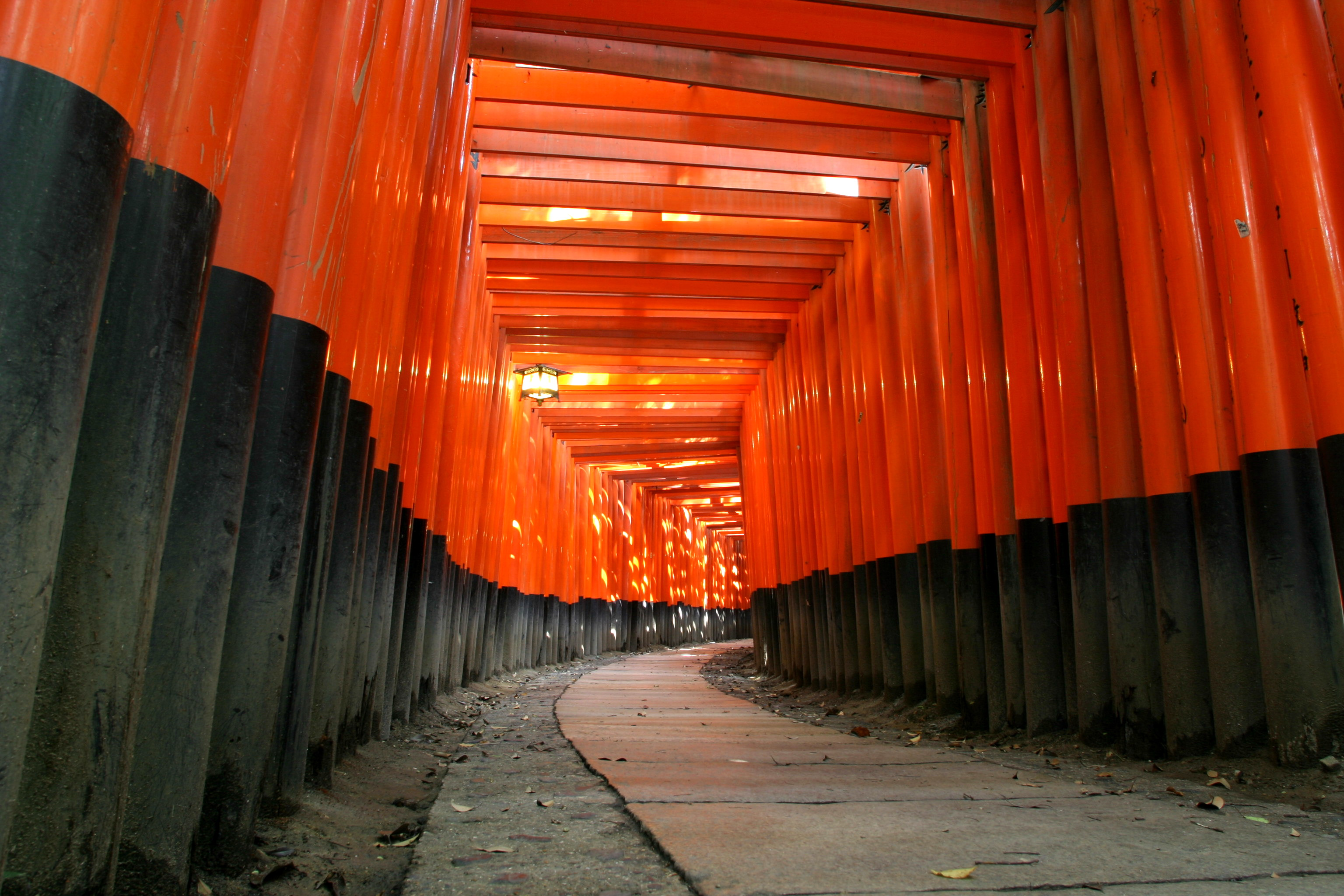
Een van de Torii-galerijen

De Fushimi Inari-taisha (Japans: 伏見稲荷大社) of Oinari-san is een jinja-schrijn (heiligdom) in de wijk Fushimi-ku van de Japanse stad Kyoto.
De schrijn is gewijd aan de kami (god) Inari en vormt de hoofdschrijn van ongeveer een derde van alle Inari-heiligdommen in Japan. Het heiligdom behoort tot de oudste en bekendste shintoïstische heiligdommen in Kioto. Daarbij trekt het heiligdom ook de meeste bezoekers van alle shinto-heiligdommen in Japan; met name met Japans nieuwjaar (vooral de Hatsumōde draagt hieraan bij) en uma no hi (eerste dag van het paard volgens de oude Japanse kalender) in februari, wanneer het heiligdom (net als alle Shintoïstische heiligdommen) reeds sinds 708 de Hatsu-uma-matsuri uitvoert. Bij de Fushimi Inari-taisha heet dit ritueel echter Hatsu-uma-tai-sha en duurt het 21 dagen.
Het heiligdom is vooral bekend vanwege haar galerijen, die worden overdekt door duizenden scharlakenrode torii (poorten), die allen zijn gedoneerd door personen, families of bedrijven. Deze galerijen voeren naar boven over een heuvel, waar aan de top -zeer ongewoon voor een shinto-heiligdom- het allerheiligste voorwerp (in dit geval een spiegel) voor iedereen zichtbaar is.

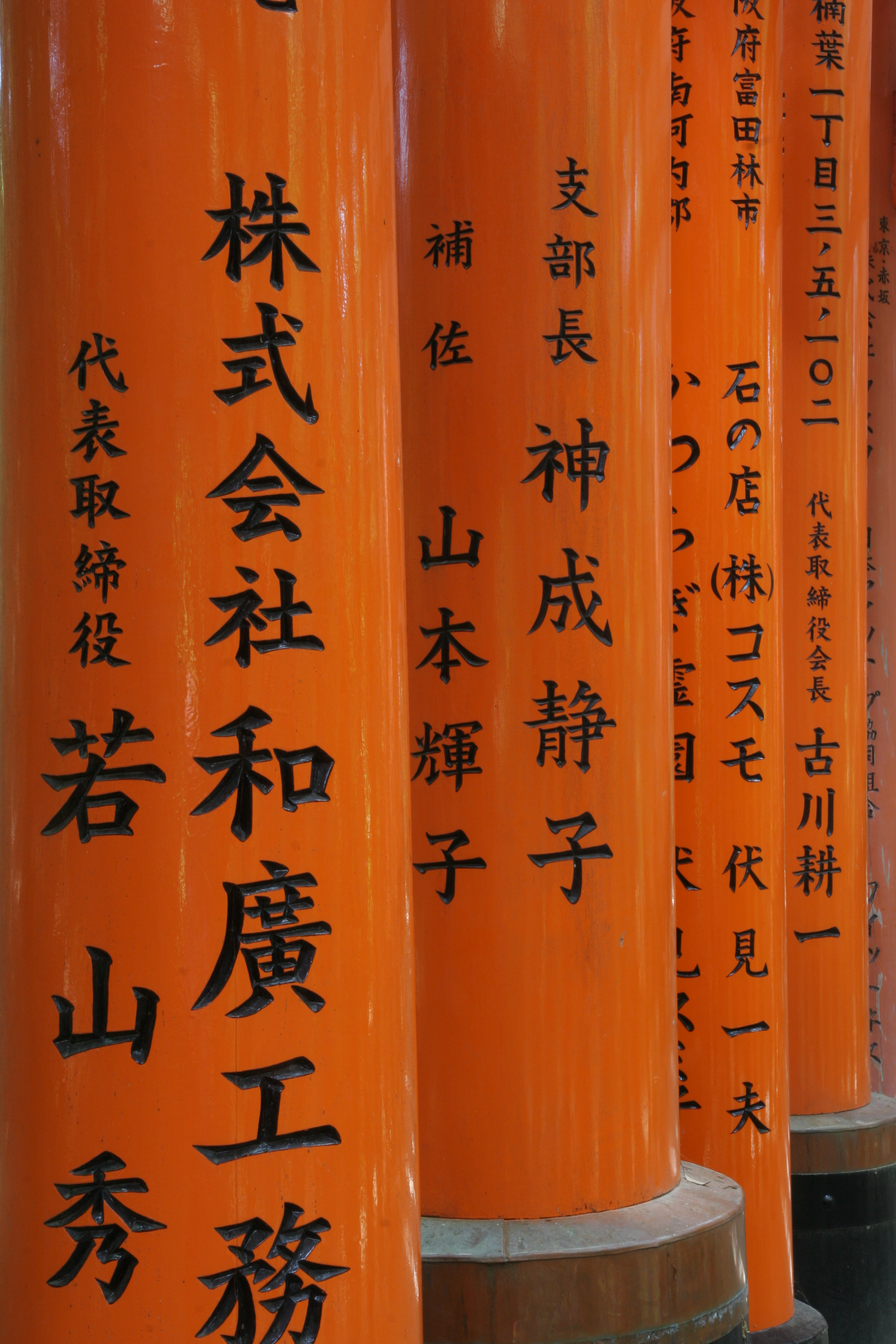
Inscripties op een torii
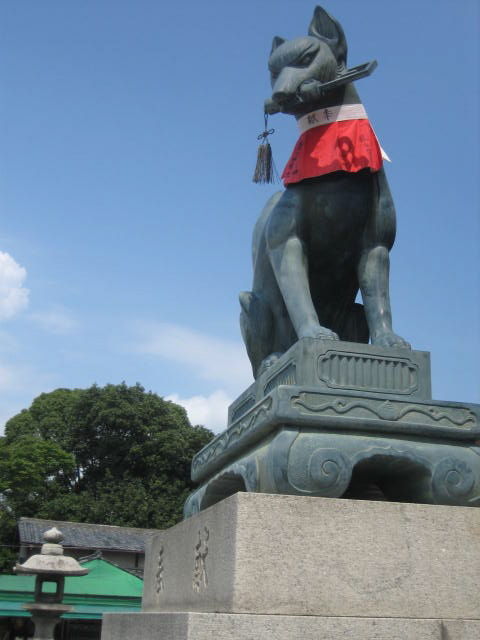
Kitsune bij de hoofdingang met een sleutel in zijn bek (voor de rijstschuur)